# Trastuzumab
Trastuzumab is een monoklonaal antilichaam en wordt gebruikt bij de behandeling van bijvoorbeeld borstkanker en maagkanker. Het is in Europa geregistreerd als werkzame stof in onder meer Herceptin, Trastuzumab, Herzuma, Kanjinti en Ogivri.
Trastuzumab is een doelgerichte kankerremmende stof die zelfstandig kan worden ingezet, of (zoals wel vaker bij chemotherapie) gecombineerd met andere medicatie, radiotherapie of een operatie. De stof is wordt in het bijzonder gebruikt bij kankervarianten die een verhoogde productie hebben van het HER2-eiwit en bindt aan de HER2-receptor. Trastuzumab is in 1998 goedgekeurd als geneesmiddel in de Verenigde Staten en in 2000 in de Europese Unie.

## Werking
Trastuzumab is een monoklonaal antilichaam gericht tegen het humane epidermale groeifactor-receptor-2 eiwit (HER2-eiwit). Van de primaire borstkankers vertoont 20-30% een sterk verhoogde aanwezigheid van dit eiwit. Trastuzumab bindt zich aan het extracellulaire domein van het HER2-eiwit met een hoge affiniteit en specificiteit (sterke binding en hoge nauwkeurigheid). Op die manier onderdrukt het een van de activeringsmechanismen van HER2, wat de groei van de tumorcellen remt.

## Bijwerkingen
Dit geneesmiddel heeft een krachtige werking op de celdeling. Het gaat hier vooral om kankercellen, maar ook gezonde lichaamscellen worden geraakt. Dit zorgt voor mogelijke bijwerkingen, bijvoorbeeld op plaatsen waar de cellen zich snel delen, zoals de slijmvliezen van mond, maag en darmen, haren en bloed. Deze mate waarin bijwerkingen optreden, verschilt per persoon. Ook verdwijnen de bijwerkingen na de behandeling.
De belangrijkste bijwerkingen zijn de volgende:
- Bij meer dan 30 op 100 mensen is er een reactie op het infuus of de injectie, met als meest voorkomende verschijnselen rillingen of koorts. Verder hoofdpijn, misselijkheid, hoge bloeddruk, pijn, stijfheid, hoesten, duizeligheid, benauwdheid, hartritmestoornissen, huiduitslag.
- Soms (bij 10 tot 30 op de 100 mensen): maagdarmklachten (diarree, misselijkheid, braken, buikpijn, gewichtsverlies), hartklachten, opvliegers, benauwdheid, ontstoken of tranende ogen, griepachtige verschijnselen, tintelingen en jeuk, smaakstoornissen en ontsteking van het mondslijmvlies, verhoogde kans op infecties en bloedingen.[8]

## Dosering
Bij HER2-positief mammacarcinoom (zowel in een vroeg stadium als in gemetastaseerd stadium) wordt trastuzumab intraveneus gegeven in een drie-weeksschema of een wekelijks schema. Maar dit kan ook subcutaan toegediend worden in een drie-weeksschema. Bij maagkanker (in gemetastaseerd stadium) wordt trastuzumab alleen intraveneus gegeven en enkel in een drie-weeksschema.
Uitzonderingen hierop zijn mogelijk en worden beslist door de behandelende arts.

## Subcutaan of intraveneus
Eerst bestond trastuzumab enkel in de intraveneuze vorm. Deze moest berekend worden volgens gewicht, daarenboven duurt de toediening minstens 30 minuten. Later werd een subcutane vorm ontwikkeld waarvan de toediening slechts 2 tot 3 minuten duurt.
De verdraagbaarheid en de werkzaamheid van de subcutane vorm is vergelijkbaar met de intraveneuze toediening.
Voordelen subcutane toediening:
- minder tijdrovend voor de patiënt (duurtijd per toediening is korter bij subcutane toediening en deze moet minder frequent toegediend worden)
- minimale weefselschade
- sneller en handiger in de toediening
- minder medisch materiaal nodig dus kostenbesparend

Omwille van bovenstaande, gaat de voorkeur van de patiënt maar ook van de hulpverleners vaak uit naar de subcutane toediening van trastuzumab.

## Thuisgebruik
De veiligheid en de ervaring van de subcutane toediening van trastuzumab in de thuissituatie bij HER2-positieve borstkankerpatiënten werd in 2013 en 2014 bestudeerd in de Belis-studie.
Conclusies van deze studie:
- dezelfde veiligheid bij een subcutane thuistoediening in vergelijking met intraveneuze toediening in ziekenhuis
- mildere huidreacties bij de subcutane toediening
- correcte dosering
- de subcutane toediening is thuis veel minder tijdrovend dan een intraveneuze toediening in het ziekenhuis

Alle patiënten in de studie verkozen de subcutane toediening boven de intraveneuze toediening. De studie concludeert dat het middel thuis veilig subcutaan kan toegediend worden.